# 高彥德
高彥德（？—？），南北朝人，北齐孝昭帝高演的第四個兒子。
武平初年，封始平王，加仪同三司，与兄弟高彥理、高彥基、高彥康、高彥忠同时受封。其后史书事迹不载。